# Windows 2.0
Windows 2.0 is een 16-bit besturingssysteem van Microsoft dat werd gelanceerd op 9 december 1987. Windows 2.0 is de opvolger van Windows 1.0. Met Windows 2.1 in 1988 werd het besturingssysteem vernoemd naar Windows/286 en Windows/386. Windows 2.0, Windows/286 en Windows/386 werden in mei 1990 opgevolgd door Windows 3.0. Het besturingssysteem werd 14 jaar ondersteund door Microsoft tot 31 december 2001.

## Geschiedenis

### Programma's
De eerste versies van Microsoft Office Word en Excel maakte hun debuut op Windows 2.0. Ontwikkelaars ondersteunden de grafische interface van Windows nog niet en bleven DOS-versies van hun applicaties maken. Dit kwam voornamelijk omdat Windows maar een klein marktaandeel had. Een partitie op een harde schijf kon een maximale grootte van 32 MB hebben.
Met Windows 2.0 werden enkele programma's meegeleverd. Dit waren onder meer:
- Calc - Rekenmachine, wordt nog steeds meegeleverd.
- Calendar - Kalender, nu samengevoegd met Clock in de taakbalk.
- Cardfile - Informatiebeheerder, bestaat niet meer.
- Clipbord - Plakbord manager, verwijderd sinds Windows Vista.
- Clock - Klok, nu samen gevoegd met Calendar in de taakbalk.
- Control - Windows Taakbeheer, wordt nog steeds meegeleverd.
- Msdos - MS-DOS, nu enkel nog een programma binnen Windows.
- Notepad - Kladblok, nog steeds meegeleverd.
- Paint, nog steeds meegeleverd.
- Pifedit - Vensterbeheer, bestaat niet meer.
- Reversi, een spel, wordt niet meer meegeleverd.
- Spooler, nog steeds meegeleverd, maar geen app meer.
- Terminal, nog steeds meegeleverd
- Write, een tekstverwerker, bestaat niet meer en is vervangen door WordPad en Microsoft Office Word.

### Conflict met Apple
Op 17 maart 1988 kregen Apple Inc. en HP ruzie vanwege auteursrechten die Apple had op de Macintosh System Software. Apple claimde dat de "look en feel" van Mac OS was gekopieerd in Windows 2.0 omdat beide besturingssystemen dezelfde iconen gebruikte.

## Vensters
Een van de vernieuwingen in Windows 2.0 was de manier waarop vensters konden worden gebruikt. Waar het onmogelijk was in Windows 1.0 om vensters elkaar te laten overlappen, werd deze mogelijkheid toegevoegd in Windows 2.0. Ook werd het mogelijk om vensters te "Minimaliseren" en "Maximaliseren".